# Roger Figueras Ballart
Roger Figueras (nascut el 5 d'abril de 1997 a Valls) és un futbolista català, que actualment juga com a defensa central al Lleida Esportiu.

## Carrera de club
Nascut a Valls, Catalunya, Figueras va representar el Gimnàstic de Tarragona en etapa juvenil. El 20 d'agost de 2016 va fer el seu debut com a sènior amb el CF Pobla de Mafumet, començant com a titular en un empat a casa 1–1 contra el EC Granollers de Tercera Divisió.
El 7 d'agost de 2017, Figueras va renovar el seu contracte fins al 2020. Va fer el seu debut professional el 30 de setembre de l'any següent, com a titular, en una derrota a casa per 1–3 contra el Deportivo de La Coruña a la segona divisió.
El 23 de juliol de 2020, Figueras va fitxar per l'AE Prat de la Segona Divisió B.